# Konstantina Mesar
Konstantina (Ruža) Mesar (26. listopada 1907., Marija Bistrica - 1945., jama Jazovka), hrvatska katolička redovnica, sestra milosrdnica, žrtva jugoslavenskog komunističkog režima. Pokrenut je postupak beatifikacije s. Konstantine, zajedno s još šest susestara koje su bile žrtve jugokomunističkih čistki.

## Životopis
Rođena je 26. listopada 1907. u Tugonici, Marija Bistrica, od oca Valentina Stubičana Mesara i majke Marije, rođ. Habazin. Krštena je 27. listopada 1907. u Župi Uznesenja Blažene Djevice Marije u Mariji Bistrici, Zagrebačka nadbiskupija. U Družbu je stupila 25. srpnja 1927. godine. Privremene redovničke zavjete položila je 21. studenoga 1929., a doživotne 21. studenoga 1932. godine u Zagrebu. Radila je u Šibeniku, najprije u kuhinji kod svećenika, a potom je istu dužnost vršila i u šibenskoj bolnici. Neko je vrijeme radila u splitskom sirotištu, a zatim je, shrvana bolešću, otišla u Zagreb. Poslije ozdravljenja radila je u bolnici u Vrapču, gdje je ostala sve do svoje mučeničke smrti. 
Kronika Sestara milosrdnica za sestru Konstantinu piše:
Tri godine brine se o kuhinji za svećenike i svećenički podmladak Šibenske biskupije. Druge dvije godine djelovanja u Splitu u ženskom sirotištu došla je u Zagreb na liječenje. Bacala je krv... Bolest je napredovala. Primila je već i posljednju pomast. Vruća želja za životom i radom i još žarča devetnica Majci Božjoj Pompejskoj povrati joj zdravlje i podade novu snagu.
15.X. 1940. zateče je na novom polju rada. Požarište mu je bilo Vrapče. Voljela je ona bijedne i nevoljne bolesnike. Brinula se za njih brižljivošću dobre majke. Sama čista, uredna, točna, drži i odjeljenje u najljepšem redu. Sa sestrom prvakinjom lijepo se slaže, u svemu je sluša i pomaže. Sve poštuje, osobito starije sestre. Drži red i obavlja savjesno zajedničke molitve.

## Mučeništvo
Za vrijeme NDH partizani su imali povjerenja u časne sestre. Kad bi došao koji ranjenik, časne bi vidjele da nije hrvatski vojnik, ali su povile rane i liječile ga te bi nakon liječenja bio otpušten. Časne sestre te vojnike nisu prijavljivale vlastima NDH. 
Nakon što su partizanske vojne jedinice ušle u Zagreb, s. Konstantina je zajedno sa susestrama s. Liphardom Horvat i Geraldom Jakob vodila brigu i o ustaškim i domobranskim ranjenicima. Netko je od prisutnih u bolnici prijavio časne sestre, a ubrzo je po njih došla OZNA. One su novim vlastima rekle kako su jednako vodile brigu o ranjenicima bez obzira kojoj su vojsci pripadali. Prema kazivanju svjedokinje Marije Movrić drug kapetan im je rekao: To što ste partizane liječile i skrivale hvala vam, a to što skrivate i liječite ustaše, za to ćete zajedno ići u Jazovku!
S. Konstantina, s. Lipharda i s. Geralda bačene su u Jazovku bez suđenja. Do danas nije pokrenut sudski postupak protiv ovog počinjenog komunističkog zločina.